# 대구동촌초등학교
학교이다

## 연혁
- 1921-03-10 동촌공립심상소학교 (일본인 학교)
- 1945-11-23 동촌공립국민학교 개교(해안국민학교에서 분리, 422명)
- 1946-04-01 동촌국민학교로 명칭 개정
- 1958-01-01 대구시로 편입(대구동촌국민학교)
- 1984-03-01 불로국민학교 분리(315명)
- 1985-03-01 방촌국민학교 분리(543명)
- 1992-09-01 입석국민학교 분리(488명)
- 1999-03-01 용호초등학교 분리(275명)
- 2002-03-30 현대화 재개발 시범학교 건립 및 이전
- 2011-11-21 안전강화학교 시스템 구축
- 2013-12-02 대구동부학생동아리 춤 한마당 전시회 우수
- 2014-02-03 강당(체육관) 바닥 개선
- 2014-02-23 소회의실 설치
- 2014-04-27 인조잔디 운동장 설치
- 2014-05-19 돌봄교실(꽃수레반) 1실 추가 구축
- 2019-02-09 제74회 졸업식(86명) - 총 졸업생수 22,403명
- 2019-03-01 24학급 편성(특수학급 1학급 포함)
- 2020-02-12 제75회 졸업식(100명) - 총 졸업생수 22,503명
- 2020-03-01 제33대 지승욱 교장 부임
- 2020-03-02 24학급 편성(특수학급 1학급 포함)

1995년50호ㅣ졸업생입니다
82년생이구요

## 참고 자료
- 대구동촌초등학교 - 한국교육학술정보원 학교알리미